# Плопени (Сучава)
Плопени (рум. Plopeni) насеље је у Румунији у округу Сучава у општини Салча. Oпштина се налази на надморској висини од 328 m.

## Становништво
Према подацима из 2002. године у насељу је живело 2971 становника, од којих су сви румунске националности.